# عنب الثعلب (قصة قصيرة)
عنب الثعلب ((بالروسية: Крыжовник)‏) هي قصة قصيرة 1898 من قبل انطون تشيخوف، والثانية فيما أصبحت لاحقا تعرف باسم «الليتل الثلاثية»، مع «الرجل في حالة» و«عن الحب».

## النشر
كتب في Melikhovo في منتصف عام 1898، وأرسل القصة ل الفكر الروسي يوم 28 يوليو من ذلك العام، ونشرت لأول مرة في NO.8 هذه المجلة، عدد أغسطس. في نسخة منقحة قليلاً تم تضمينه في المجلد 12 من عام 1903، الإصدار الثاني من الأعمال المجمعة من قِبل AP Chekhov ، ثم في المجلد 11 من الطبعة 1906 بعد وفاته.
طلب تشيخوف نفسه من الناشر أدولف ماركس ألا يدرج هذه القصة (بالإضافة إلى «الرجل في حالة» و «حول الحب») في طبعة 1901 من الأعمال المجمعة. في 29 سبتمبر 1899، كتب إلى ماركس: «الرجل في حالة، عنب الثعلب والحب ينتمي إلى دورة واحدة لم تنته بعد، لذلك قد تظهر فقط في المجلدين 11 أو 12، عندما تكون المجموعة بأكملها منجز.» لكن الدورة الواسعة المقصودة بقيت غير مكتملة.

## خلفية
هناك مداخل في دفاتر تشيخوف تشير إلى وجود تاريخ طويل وراء «عنب الثعلب». في الأصل كان ينوي إنهاء القصة مع مرض الشخصية الرئيسية والموت في خيبة أمل مريرة بعد أن تحقق كل طموحاته. تدريجيا أصبحت الصورة النفسية لنيكولاي إيفانوفيتش أكثر سخرية وتعقيدًا. لقد أصبح شخصًا مغرورًا بالرضا عن النفس، ويبدو أنه لا يرى كيف تغيرت وجهات نظره ومثله في عملية ما يعتبره «تقدمًا» اجتماعيًا. وفقًا لمذكرات ميخائيل تشيخوف عام 1923، كانت هناك تفاصيل عديدة في القصة تشير إلى قرية باكوموفكا وحوزة المالك المحلي سماغين، حيث كان المؤلف قد استمع إليها.
وشرح أيضا أصول اللقب تشيمشا-غيمالييسكي. وفقًا لميخائيل تشيخوف، «بمجرد وصوله إلى سيبيريا، بينما كان في طريقه إلى سخالين... جاء إليه رجل محلي، متمنياً تقديم نفسه وإنتاج بطاقة زيارة تحمل اللقب: ريمسا بيلسودسكي.» وجد Chekhov أنه أمر مضحك للغاية، واحتفظ بالبطاقة ووعد في وقت لاحق باستخدام هذا الاسم غير العادي بطريقة أو بأخرى.

## ملخص القصة
يروي إيفان إيفانوفيتش تشيمشا-جمايليسكي، وهو طبيب بيطري، قصة شقيقه الأصغر نيكولاي إيفانوفيتش. كمسؤول في محكمة الخزانة، أصبح الأخير مهووسًا بفكرة العودة إلى البلد حيث أمضى هو وأخوه طفولتهم السعيدة. أصبح رمز هذه التخيلات لسبب ما، شجيرة عنب الثعلب. أخيرا جاء حلمه حقيقة. اشترى لنفسه مزرعة وأصبح مالك الأرض. يروي إيفان إيفانوفيتش كيف زار نيكولاي، وكيف كان محبطًا بالنسبة له أن يرى هذا الرجل السعيد على ما يبدو، السمين والمتعثر، والذي يعيش فيما كان يتخيل أنه جنته الأرضية، ويشير إلى نفسه على أنه «نحن، النبلاء» ونعاني من المحنة البهجة التي تجلب الدموع إلى عينيه، عندما يقدم له طبخ، مثل الدهون والخنزير كما هو، مجموعة كبيرة من عنب الثعلب. كل هذا يجعل إيفان إيفانوفيتش يفكر في طبيعة السعادة الإنسانية، والتي هي بالنسبة له إلى حد كبير نتيجة عدم معرفة أي رجل سعيد بمدى الحزن والألم الموجودين خلف جدران العالم الضيق الذي بناه لنفسه.
وبصورة خاصة، فإن الرجل السعيد لا يشعر بذلك إلا لأن التعيس يتحمل عبئه في صمت، لكن السعادة ستكون مستحيلة. وهو التنويم المغناطيسي العام. يجب أن يكون لكل رجل سعيد شخص لديه مطرقة صغيرة على بابه ليطرقه ويذكره أن هناك أشخاصًا غير سعداء، وأنه بغض النظر عن سعادته، ستظهر الحياة عاجلاً أم آجلاً مخالبها، وستقع بعض المصائب عليه - الامتلاء والفقر والخسارة، ومن ثم لن يراها أحد أو يسمعها، تمامًا كما لا يرى الآن ولا يسمع الآخرين "(إيفان إيفانوفيتش).

## النقد
نوقشت القصة كثيرًا من قبل النقاد المعاصرين وحصلت على تعليقات إيجابية في الغالب. تم تقديم التحليل المتعمق بواسطة ألكساندر سكابيتشيفسكي في الفكر الروسي  وأنجيل بوجدانوفيتش في عدد أكتوبر عام 1898 لمير بوزي ، ووصف الأخير القصة «كنوع من الإعداد للبيئة حيث يحكم الرجل في قضية». جادل بوجدانوفيتش قائلاً: «نيكولاي إيفانوفيتش هو الممثل المثالي للعالم نفسه، حيث كان بيليكوف يبيد نفسه طوال خمسة عشر عامًا في كل تلك الأشياء التي ترفع رجلًا على أدنى مستوى، ووجود قاعدة بلا معنى».

## روابط خارجية
- Крыжовник ، النص الروسي الأصلي
- عنب الثعلب، ترجمة باللغة الإنجليزية